# つつじ野
つつじ野（つつじの）は、埼玉県狭山市の町名。現行行政地名はつつじ野のみ。丁番を持たない単独町名である。郵便番号は350-1326。地名地番整理により新しく成立した地名である。

## 地理
狭山市の南西部にあり、地区内は1981年（昭和56年）から住宅都市整備公団（現・都市再生機構）により、分譲、販売された団地が地区内となっている。総戸数は1004戸と大型分譲となっている。分譲当初は地区のすべてが上広瀬259-1番地（○○棟○○〇号室）だったが、2000年（平成12年）11月2日の地名地番整理実施により、つつじ野1〜4番地（○○棟○○〇号室）に細分化されている。
隣接する広瀬二丁目に「広瀬保育所」広瀬東三、四丁目地区に「狭山市立広瀬小学校」、「狭山市立西中学校」、「埼玉県立狭山緑陽高等学校 」があり、また、少し離れた広瀬台三丁目には「武蔵野学院大学」があり、教育施設が徒歩圏内に揃っている。

## 歴史
- 2000年（平成12年）11月2日 - 地名地番整理実施により、上広瀬の一部からつつじ野1〜4番地が成立[7]

## 世帯数と人口
2017年（平成29年）9月1日現在の世帯数と人口は以下の通りである。
| 町丁     | 世帯数    | 人口    |
| -------- | --------- | ------- |
| つつじ野 | 1,001世帯 | 2,392人 |

## 小・中学校の学区
市立小・中学校に通う場合、学区（校区）は以下の通りとなる。
| 番地 | 小学校             | 中学校           |
| ---- | ------------------ | ---------------- |
| 全域 | 狭山市立広瀬小学校 | 狭山市立西中学校 |

## 交通

### 鉄道
地区内に鉄道は通っていない。最寄り駅は西武新宿線狭山市駅。距離は2キロ以上ある。

### 路線バス
- 西武バス
- 「広瀬消防署前」、「つつじ野団地中央」、「つつじ野団地東」各停留所
  - 狭山22:狭山市駅西口 - 新富士見橋 - 広瀬橋北 - つつじ野団地中央 - 上広瀬郵便局 - 日生団地
  - 狭山29:狭山市駅西口 - 新富士見橋 - 広瀬橋北 - つつじ野団地中央 - 上広瀬郵便局 - 日生団地 - 智光山公園
  - 狭山29-1:狭山市駅西口 - 新富士見橋 - 広瀬橋北 - つつじ野団地中央 - 上広瀬郵便局 - 日生団地 - 狭山営業所
  - 深夜バス:狭山市駅西口 → 新富士見橋 → 広瀬橋北 → つつじ野団地中央 → 上広瀬郵便局 → 日生団地 → 狭山営業所 → 柏原公民館 → 西武柏原ニュータウン

一部、系統番号と行先が同じ路線で、行先表示に「直行」とあるものはつつじ野地区を通らないので注意が必要。

## 施設
地内はほぼ全域で集合住宅が立地するほかは、商業施設がわずかにあるのみで、目立った施設は一切存在しない。
- つつじ野団地
- つつじ野団地集会所